# Walter Obschlager
Walter Obschlager (* 1943 in Knonau) ist ein Schweizer Germanist. Von 1981 bis 2008 war er Leiter des Max Frisch-Archivs an der ETH Zürich.

## Leben
Walter Obschlager absolvierte zunächst eine Lehre als Kaufmännischer Angestellter. Später studierte er auf dem zweiten Bildungsweg Germanistik, Geschichte und Ethnologie an der Universität Zürich. Ab 1981 baute er das Max-Frisch-Archiv auf, das er bis 2008 leitete. Zudem war er bis 2000 als Mittelschullehrer für Deutsch und Geschichte tätig und von 2001 bis 2011 als Dozent am Departement Geistes- und Staatswissenschaften der ETH Zürich.

## Werke

### Als Autor
- Zur Geschichte des Max Frisch-Archivs an der Eidgenössischen Technischen Hochschule Zürich. In: Librarium (Bd. 51, 2008, Nr. 3: 215–225)
- «Wären es die Pulverhäuser der Welt»: Gedanken zum Bau des Letzibades von Max Frisch. Neue Zürcher Zeitung, 6. August 2011

### Als Herausgeber
- Schweiz als Heimat? Versuche über 50 Jahre. Herausgegeben und mit einem Nachwort versehen von Walter Obschlager. Frankfurt am Main 1990. ISBN 978-3518402573
- Im übrigen bin ich immer völlig allein. Briefwechsel mit der Mutter 1933, Berichte von der Eishockey-Weltmeisterschaft in Prag, Reisefeuilletons. Hg. von Walter Obschlager. Frankfurt am Main 2000. ISBN 3-518-41156-X